# Tachina quadricincia
Tachina quadricincia là một loài ruồi trong họ Tachinidae.